# 雄村五石坊
雄村五石坊，位于中国安徽省黄山市歙县雄村乡雄村，包括该村五座清代牌坊：
- 大中丞坊：又名“光分列爵坊”，建于清乾隆二十七年（1762年），高13米，三间三楼四柱式，坊上镌刻了曹氏家族自明成化年间的第一位进士曹祥，到曹文埴的所有进士、举人的姓名。大中丞坊后原是中美合作所旧址（1943至1945年）。
- 余庆堂门坊：三间三楼四柱式，高13米
- 四世一品坊：建于清乾隆二十四年（1759年），三间三楼四柱冲天式，高11米。位于雄村曹氏祠堂前。曹文埴官至户部尚书，由于曹家多次接待乾隆南巡，曹文埴之父曹景宸、祖父曹堇饴和曾祖父三代（均为扬州盐商）均被乾隆授一品虚衔，故此坊命名为“四世一品”。
- 宗二公墓道坊：二柱二楼，高7.5米
- 鲍氏墓坊：二柱一楼，高3米

2012年6月21日，雄村五石坊公布为第六批安徽省文物保护单位。